# Hubert Schwab
Hubert Schwab (Pratteln, 5 aprile 1982) è un ex ciclista su strada svizzero, professionista dal 2005 al 2010.

## Carriera
Diviene professionista nel 2005, quando approda nel team Continental Saeco-Romer's-Wetzikon. Dalla stagione successiva, il 2006, corre invece per la squadra ProTour belga Quick Step, partecipando al Giro d'Italia nel 2007 e nel 2008. Nel 2010 milita per metà anno nella squadra austriaca Vorarlberg-Corratec e per metà alla Price Custom Bikes, per poi ritirarsi a fine stagione.

## Palmarès
- 2004

Campionati svizzeri, Prova in linea Under-23
- 2005

1ª tappa Vuelta a Navarra

## Piazzamenti

### Grandi Giri
- Giro d'Italia

2007: 56º
2008: 100º

### Competizioni mondiali
- Campionati del mondo

Hamilton 2003 - In linea Under-23: 30º
Verona 2004 - In linea Under-23: ritirato